# Керкуан
Керкуан е голям античен пунически град в днешен Тунис и единственият финикийско-пунически град на полуостров Бон.
Историческите свидетелства за него не са много. По време на Първата пуническа война градът е разрушен от консула Марк Атилий Регул и за разлика от всички останали пострадали пунически градове в близост до пунически Картаген, не е възстановяван никога повече. Това от друга страна прави античния център изключително интересен археологически обект. Поради отсъствието на последващи строежи на мястото на финикийско-пуническото поселение, руините на Керкуан разкриват пред погледа на съвременните изследователи най-пълната възможна картина за градоустройството и други същности черти на пуническата цивилизация. Неговото местоположение е определено в 1952 г. въз основа на антични и други данни от френски археолози.
Крупен пунически некропол на половин километър на северозапад от античния град бил открит от местни жители в 1929 г., но това откритие било пазено в тайна. В този некропол е разкрит уникален дървен саркофаг, от характерните финикийски още от времето на Ахирам с неговия такъв саркофаг на цар Ахирам.
В 1985 г. ЮНЕСКО обявява Керкуан с неговия некропол са паметник на ЮНЕСКО, като най-пълно запазеното поселение от пуническия период въобще и в частност в Магреб. Артефактите от Керкуан с неговия некропол са изложени в близкия археологически музей, който е отрит в 1986 г.